# Nurzec
Der Nurzec [ˈnuʒɛt͡s] ist ein rechter Zufluss des Bug in Polen. Er entspringt in der Nähe der Grenze zu Belarus bei Stawiszcze in der Gmina Czeremcha in der Woiwodschaft Podlachien in 180 m Höhe, durchfließt Kleszczele, weiter am Südrand der Rownina Bielska entlang über Boćki, Brańsk überwiegend in westnordwestlicher Richtung, ändert dann seine Laufrichtung nach Südwesten, durchfließt Ciechanowiec und bildet auf der letzten Teilstrecke bis zu seiner Mündung in den Bug in 105,4 m Höhe nach einem Lauf von 100,2 km die Grenze zur Woiwodschaft Masowien. Sein Einzugsgebiet wird mit 2102 km² angegeben.